# De Drie Haringen (Deventer)
De Drie Haringen is een rijksmonument aan de Brink in de Overijsselse stad Deventer. Het ligt achter de Deventer Waag en is daar door een smal straatje van gescheiden.
In 1567 kocht het in de haringhandel rijk geworden lid van het Schonevaardersgilde Herbert Dapper het pand aan. Hij liet het in 1575 verbouwen in een mengeling van Duitse en Vlaamse stijlen. De bestaande gevels dateren voor een belangrijk deel uit die tijd. Het Schonevaardersgilde voerde een wapen met daarop drie gekroonde haringen. Dapper sierde er de gevel van zijn woon- en pakhuis mee. Op een gevelsteen valt nog de oorspronkelijke naam van het huis In di drie vergulde herick te lezen.
De leden van het Schonevaardersgilde dreven handel met Skåne (Schone), tegenwoordig in Zweden, maar vroeger in Denemarken gelegen. Op de heenreis bracht men er per schip laken, wijn en zout. De retourvracht bestond voornamelijk uit haring. In Deventer werd die niet ver van het huis van Dapper gerookt aan de Bokkingshang.
Sinds 1932 was het huis in gebruik bij het Historisch Museum Deventer. Aanvankelijk als expositieruimte, maar later werden er kantoren en andere museumfaciliteiten in gevestigd. Na een gemeentelijke reorganisatie in 2014 was het niet meer als zodanig in gebruik. De grote kelder, die een stuk onder de bestrating van de Brink doorloopt, herbergde bijzondere bouwkundige elementen van afgebroken historische Deventer gebouwen.
Het pand was in 2011 het 92e Delfts blauwe huisje in een serie promotiemateriaal van de Koninklijke Luchtvaart Maatschappij. In 2013 maakte de Duitse kunstenaar Egbert Broerken een bronzen reliëf met een afbeelding van het rijksmonument dat aan de gevel werd bevestigd. Blinden en slechtzienden kunnen er aan voelen om te ervaren hoe het gebouw er uit ziet. In 2015 verkocht de gemeente Deventer het zestiende-eeuwse pand aan een ondernemer.